# Bruinkopkolibrie
De bruinkopkolibrie (Phaeoptila sordida synoniem: Cynanthus sordidus) is een vogel uit de familie Trochilidae (kolibries).

## Verspreiding en leefgebied
Deze soort is endemisch in zuidelijk Mexico.

## Status
De grootte van de populatie is in 2019 geschat op 50-500 duizend volwassen vogels. Op de Rode lijst van de IUCN heeft deze soort de status niet bedreigd.  